# 長大作
長 大作（ちょう だいさく、1921年9月16日 - 2014年5月1日）は、日本の家具デザイナー、建築家。

## 来歴
中国東北部（旧満洲）生まれ。1945年に東京美術学校建築科を卒業し、1947年に坂倉準三建築研究所に入社。
1957年の「藤山愛一郎邸」、1958年の「八代目 松本幸四郎邸」では、建築の設計から家具のデザインに至るすべてを手がけたという。
1960年に「低座イス」を発表して同年グッドデザイン賞を受賞。1972年に長大作建築設計室を立ち上げた。

## 著書
- 長大作 ― 84歳現役デザイナー （2006年、ラトルズ） ISBN 978-4899771173